# Sluncem a stínem
Sluncem a stínem (cz. Słońcem i cieniem) – tomik poetycki dziewiętnastowiecznego czeskiego poety Josefa Václava Sládka, opublikowany w 1887. Tomik dzieli się na trzy cykle, Písně, zadedykowany siostrze, Annie Veselej, Znělky zadedykowany Jaroslavowi Vrchlickiemu i Jiné básně, poświęcony bratu, Václavowi. Zawiera między innymi wiersze Já, bludný jezdec, plání jel, Před branou ráje, Mnoho jsem prožili, Spasitel i Život. Liczy w sumie osiemdziesiąt jeden utworów.